# Samuel Purchas

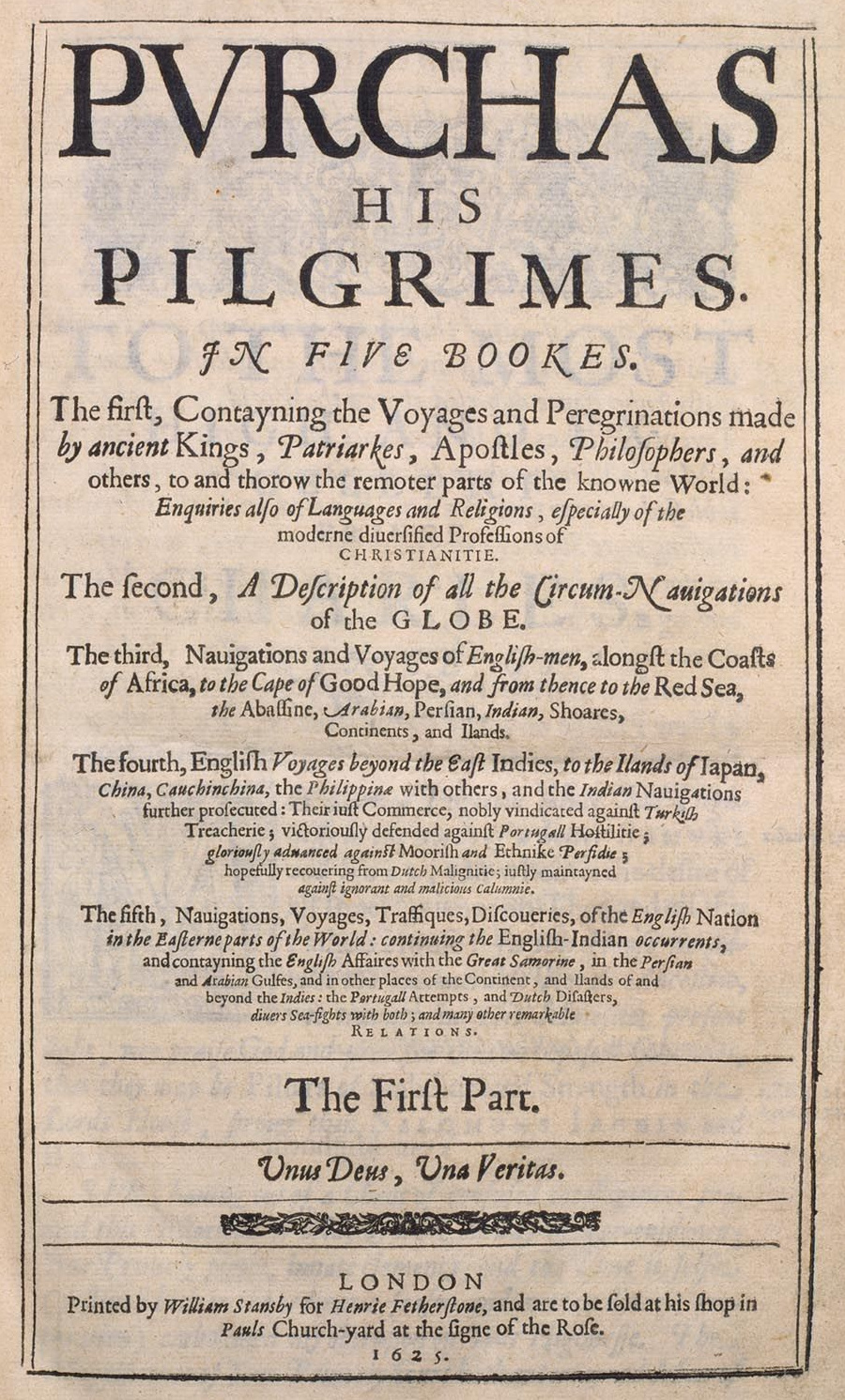

Samuel Purchas (c. 1575 - 1626) foi um religioso, historiador e escritor inglês, autor de uma vasta coleção de histórias de viagens.